# فریاد (فیلم ۱۹۷۸)
فریاد (انگلیسی: The Shout) فیلمی در ژانر ترسناک به کارگردانی یژی اسکولیموفسکی است که در سال ۱۹۷۸ منتشر شد. این فیلم در سی و یکمین جشنواره فیلم کن برنده جایزه بزرگ شده است.

## بازیگران
- آلن بیتس
- جان هرت
- سوزانا یورک
- رابرت استیونز
- تیم کوری
- جیم برودبنت
- یوآنا شچربیتس